# Christian Luce
Christian Luce ist ein französischer Straßenradrennfahrer aus Guadeloupe.
Christian Luce gewann bei der Karibikmeisterschaft 2004 auf St. Lucia die Goldmedaille im Einzelzeitfahren vor seinem Landsmann Dominique Donnat und Guy Costa. Im Straßenrennen belegte er den zweiten Platz hinter Marlon Williams und Olivier Ragot. Im folgenden Jahr konnte Luce bei der Tour de la Martinique das sechste Teilstück nach Saint-Esprit für sich entscheiden.
Im November 2006 wurde Luce positiv auf Testosteron getestet und wegen Dopings für drei Jahre vom Weltradsportverband Union Cycliste Internationale gesperrt.

## Erfolge
2004
- Karibikmeister – Einzelzeitfahren

2005
- eine Etappe Tour de la Martinique